# Live at Lobero
Live at Lobero ist ein Jazzalbum von Horace Tapscott, Roberto Miranda und Woody Sonship Theus. Die am 12. November 1981 im Lobero Theater, Santa Barbara, entstandenen Aufnahmen erschienen 1982 als Langspielplatte, in erweiterter Form als Compact Disc 2006 unter dem Titel Live at Lobero Volume 1 auf Nimbus West Records.

## Hintergrund
Das Lobero Theater wurde 1872 von Jose Lobero, einem lokalen Komponisten und Musiker, erbaut. Es war zur Zeit der Aufnahmen im Besitz der Gemeinde und wurde als gemeinnützige Einrichtung geführt. Tapacott arbeitete in seinen verschiedenen musikalischen Projekten wie dem Pan Afrikan Peoples Arkestra und seinem Sextett/Quintett auch in kleinen Konfigurationen, etwa 1978–1980 im Trio mit Art Davis und Roy Haynes (In New York) sowie mit David Bryant und Everett Brown Jr. (Autumn Colors). Im November 1981 trat Tapscott mit seinem langjährigen Mitarbeiter Roberto Miranda am Bass und dem Schlagzeuger und Perkussionisten Woody „Sonship“ Theus auf, der auch mit Henry Franklin, Eddie Henderson, Harold Land, Charles Lloyd, Woody Shaw und Wadada Leo Smith sowie als Studiomusiker arbeitete.
Live at Lobero war der erste Band von einem Mitschnitt, der bei einem Konzert des Trios im Lobero Theater entstand. Bei diesem Konzert lernte Tapscott den dortigen Flügel zu schätzen. In den folgenden Jahren nahm er daher dort Material für eine Folge von Solo-Alben auf, deren letzte (zu Lebzeiten) The Tapscott Sessions Vol. 8 (1997) war.

## Titelliste
- Horace Tapscott, Roberto Miranda, Sonship Theus: Live at Lobero (Nimbus West Records 1369)[2]

A1 Sketches of Drunken Mary 10:42

A2 Raisha's New-Hip Dance 8:28

B The Dark Tree 21:05
- Horace Tapscott / Roberto Miranda / Sonship – Live At Lobero Volume 1 (Nimbus West Records NS 2370 C)[3]

1. Inception 29:10
2. Sketches of Drunken Mary 10:42
3. Raisha's New Hip Dance 8:28
4. The Dark Tree 21:05

Die Kompositionen stammen von Horace Tapscott.

## Rezeption
Scott Yanow verlieh dem Album in Allmusic vier Sterne und schrieb, der Pianist Horace Tapscott würde sich immer dann von seiner besten Seite zeigen, wenn er ein Trio leite. Bei diesem seltenen Auftritt biete Tapscott mit dem Bassisten Roberto Miranda und dem Schlagzeuger Sonship Theus drei ausgedehnte Stücke dar, darunter Tapscotts farbenfrohes „Sketches of Drunken Mary“ und eine 21-minütige Version von „The Dark Tree“. Der Autor bedauert, dass Tapscott im Laufe seiner langen Karriere zu wenige Aufnahmen gemacht habe.